# Trichoncoides pilosus
Trichoncoides pilosus is een spinnensoort in de taxonomische indeling van de hangmatspinnen (Linyphiidae).
Het dier behoort tot het geslacht Trichoncoides. De wetenschappelijke naam van de soort werd voor het eerst geldig gepubliceerd in 1950 door J. Denis.